# Децата на Медея
„Децата на Медея“ (на италиански: I figli di Medea) е италиански телевизионен филм от 1959 година, създаден от телевизия РАИ 1.

## Сюжет
Внимание:  Текстът по-долу разкрива сюжета на произведението (или части от него)!
Представянето на първия епизод на драмата Децата на Медея с участието на актрисата Алида Вали е рязко прекъснато от РАИ, за да бъде съобщена новината за отвличането от актьора Енрико Мария Салерно на техния общ син.
Детето се нуждае от периодично приемане на лекарство, което го поддържа живо. Похитителят отказва да даде информация къде е скрил момчето, ако не му бъде осигурена възможност да говори на живо в ефир. Открита е телефонна линия 696, на която зрителите да могат да се обадят, ако забележат, че Салерно скрива някъде малкия.
Актьорът пристига в студиото и започва да изнася монолог относно медиите и информацията, и злоупотребите с тях, но е прекъснат от новината за откриването на детето и намесата на полицията. Всичко изглежда ще се нормализира, но се налага подновяване на живото излъчване, защото сега Салерно е извадил предварително скрит пистолет и заплашва да убие Алида Вали.
Монологът на актьора пред камерите продължава до момента, в който той заспива упоен от приспивателно, сложено тайно във водата му.

## В ролите
- Алида Вали като Медея и Алида Вали
- Енрико Мария Салерно като Енрико Мария Салерно
- Феручо Де Череза като Професор Ваилати
- Тино Бианки като Доктор Винчигуера
- Рита Саваньоне като Афродита
- Елио Ло Касчио като Ерос
- Марта Мелоко като Калсиопа
- Елвира Бертоне като Старата госпожа
- Тулио Алтамура като Психиатъра
- Серджо Роси като Полицаят
- Енрико Лазареши като Агента[1]